# IC 4756
IC 4756 je otvoreni skup u zviježđu Zmije.
Udaljen je oko 13.000 svjetlosnih godina od Zemlje. 

## Amaterska promatranja
Skup je s prividnom magnitudom od +5 jedan od najsvjetlijih objekata dubokog svemira izvan messierovog i NGC kataloga. Može ga se, s dovoljno mračne lokacije, lako vidjeti i golim okom.
Promjer skupa je 52'. Sadrži oko 80 zvijezda u rasponu od 8. do 11. magnitude. Oko 3° prema sjeverozapadu, u susjednom Zmijonoscu, nalazi se NGC 6633, koji je nešto manji od IC 4756.

## Vanjske poveznice
- (engl.) seds.org: IC 4756
- (engl.) NGC 6633 i IC 4756